# 沙永
沙永（法語：Chaillon，法語發音：[ʃajɔ̃]）是法国默兹省的一个市镇，属于科梅尔西区。

## 地理
沙永（48°56'50"N, 5°38'23"E）面积11.54 平方千米，位于法国大東部大區默兹省，该省份为法国西北部内陆省份，北与比利时接壤，西接马恩省和阿登省，南至上马恩省和孚日省，东临默尔特-摩泽尔省。
与沙永接壤的市镇（或旧市镇、城区）包括：比克西耶尔-苏莱科特、厄迪库尔苏莱科特、拉莫尔维尔、瓦尔布瓦、维尼厄勒-莱阿通沙泰勒。

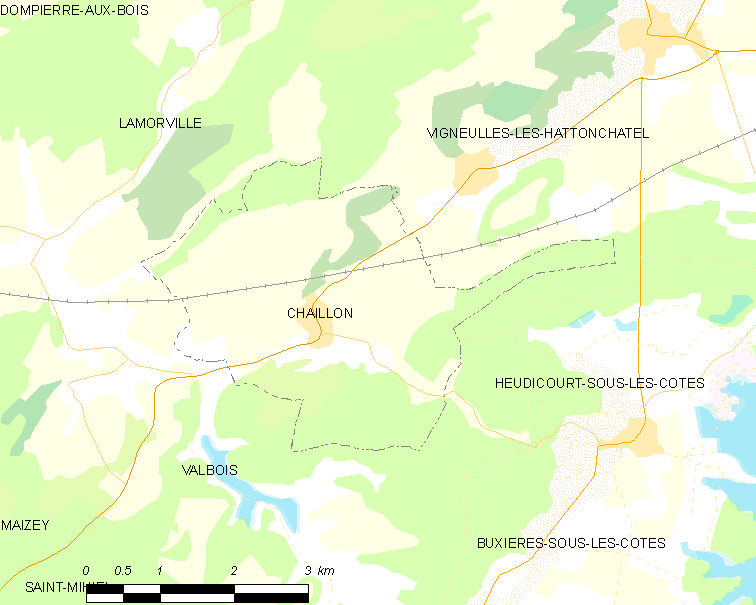
沙永的OSM定位图

沙永的时区为UTC+01:00、UTC+02:00（夏令时）。

## 行政
沙永的邮政编码为55210，INSEE市镇编码为55096。

## 政治
沙永所属的省级选区为圣米耶勒县。

## 人口

1962-2008年间沙永人口变化图示

沙永于2022年1月1日时的人口数量为110人。